# Aurelian Smith

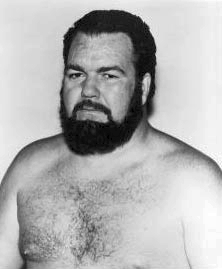
Grizzly Smith em 1969

Aurelian Smith (Condado de Grayson, 6 de Agosto de 1932 - Amarillo, 12 de Junho de 2010) foi um lutador profissional americano mais conhecido como Grizzly Smith. Ele foi o pai de lutadores profissionais Aurelian, Jr. (Jake "The Snake" Roberts), Michael (Sam Houston), e Robin (Rockin 'Robin).
Depois que sua carreira de wrestling terminou, ele serviu por um tempo como um bastidores oficial na World Wrestling Federation e um agente de estrada no Campeonato Mundial de Wrestling.
Smith teve um relacionamento tenso com seu filho Aurelian Jr. (Jake Roberts), que Roberts afirmou foi parcialmente o resultado de seu pai não informando seus filhos da natureza do wrestling profissional.

## Morte
Ele morreu de Alzheimer em 12 de junho de 2010, em Amarillo, Texas.